# Авасілоає Ілля Ілліч
Авасілоає Ілля Ілліч (нар. 1 жовтня 1937, Хряцька, тепер Герцаївського району Чернівецької області) — активіст соціалістичного руху, політик, малолітній в'язень сталінських концтаборів. Голова Герцаївської районної ради Чернівецької області.

## Біографія
Народився 1 жовтня 1937 року в селі Хряцька, тепер Герцаївського району Чернівецької області. 1941 малолітнім із сім'єю був засланий у Сибір. 1950 року батько, звільнившись із Воркутинських таборів, завдяки допомозі Надзвичайного і Повноважного Посла Румунії в СРСР відшукав сім'ю і забрав до себе у Тобольськ. 1954 року переїхали у Тюмень, де Ілля закінчив середню школу. Після повернення на батьківщину, закінчив Чернівецький університет, вчителював, здобув фах викладача математики і фізики в Бельцькому педагогічному інституті. Був під таємним наглядом КДБ СРСР.
Після проголошення незалежності України, очолив ініціативну групу земляків з відродження колишнього Герцаївського району. Був обраний головою районної ради та її виконавчого комітету. Вступив до Соціалістичної партії України і був обраний першим секретарем Герцаївського райкому СПУ. Обирався делегатом ХІІ з'їзду партії.